# Optatif
 (mars 2014).
Si vous disposez d'ouvrages ou d'articles de référence ou si vous connaissez des sites web de qualité traitant du thème abordé ici, merci de compléter l'article en donnant les références utiles à sa vérifiabilité et en les liant à la section « Notes et références ».
L'optatif est un mode personnel employé notamment en grec ancien, en vieux persan, en sanskrit, en albanais, en japonais, en finnois, en volapük et en turc. C'est un mode de l'espoir et des désirs, proche du conditionnel et du subjonctif français,. Il est parfois appelé mode désidératif. On peut parfois faire une distinction entre différents modes optatifs : l'un exprimant les espoirs, l'optatif proprement dit, l'autre les désirs, le désidératif. Les désirs sont ce que nous voulons voir se réaliser ; un espoir est un désir à propos duquel nous avons une attitude positive. Si on désire quelque chose, mais qu'on est pessimiste, on le désire mais on ne l'espère pas.

## En indo-européen
L'optatif est, après l'indicatif et l'impératif, le mode le mieux attesté dans les langues indo-européennes. Il est généralement formé grâce au suffixe -yo. Certaines formes du subjonctif latin en sont dérivées (alors que d'autres dérivent d'un désidératif).

## En grec ancien
En grec ancien, l'optatif était courant à l'époque classique. En plus des espoirs  et des souhaits,  il servait également à exprimer  le potentiel et la répétition dans le passé. Il ne fut ensuite utilisé qu'au sein de formules de politesse à la forme fixe.

## En finnois
En finnois, ce mode peut être appelé « archaïque » ou « impératif formel », même s'il a d'autres utilités. Néanmoins, il exprime toujours une certaine formalité. Par exemple, le neuvième article de la Déclaration universelle des droits de l'homme commence par : Älköön ketään pidätettäkö mielivaltaisesti, c'est-à-dire « Personne ne sera arrêté arbitrairement », où älköön pidätettäkö « ne sera pas arrêté » est l'optatif de ei pidätetä « n'est pas arrêté ». (De même, utiliser le mode conditionnel en -isi- avec le clitique -pa donne une signification optative, par exemple olisinpa « si seulement j'étais ». Ici, il est évident que le souhait n'est pas et ne sera probablement pas accompli.)

## En japonais
En japonais, l'inflection verbale -tai exprime le désir du locuteur, ainsi watashi wa asoko ni ikitai « Je veux y aller ». Cette forme verbale est traitée comme un adjectif en -i : le verbe auxiliaire garu est utilisé en supprimant le -i final de l'adjectif pour indiquer l'expression manifeste de l'état mental d'autrui, dans ce cas le désir d'une personne autre que le locuteur (exemple : jon-san wa tabetagatte imasu « John veut manger »).

## En turc
En turc, le mode optatif est proche de l'impératif et exprime le désir du locuteur ou la nécessité. Elle n'est utilisable qu'à la première personne et est formée en ajoutant un suffixe à la base verbale. À la forme affirmative, le suffixe peut être -eyim ou -ayım pour la première personne du singulier et -elim ou -alım pour la première personne du pluriel. Pour la forme négative, il suffit de mettre -mey ou -may entre la base verbale et le suffixe, peu importe le nombre. Le choix se fait selon la nuance des voyelles de la base verbale. Exemple : « Sinemaya gidelim », c'est-à-dire « Allons au cinéma ». Ici le mode optatif est utilisé pour exprimer le désir du locuteur et nous utilisons le suffixe -elim car la dernière voyelle de la base verbale git- est une voyelle aigüe. Mais il peut être aussi utilisé pour exprimer la nécessité comme dans « Daha fazla kalmayayım » où le locuteur exprime la nécessité de ne pas rester davantage. Ici nous utilisons les suffixes -may (pour la négation) et -ayim car la dernière voyelle de la base verbale kal- est une voyelle grave.

## Sources
1. ↑  Georges Mounin, Les Belles Infidèles, Presses Universitaires du Septentrion, 2020 (lire en ligne), p. 37.
2. ↑  T. A. Daley, « Y a-t-il un optatif en français? », The Modern Language Journal, vol. 19, no 6,‎ 1935 (JSTOR 315230).
3. ↑  Allard et Feuillant, Grammaire grecque, Hachette Éducation, octobre 1971, 262 p. (ISBN 978-2010003493)